# Östra Kråkträsket
Östra Kråkträsket är en sjö i Lycksele kommun i Lappland och ingår i Umeälvens huvudavrinningsområde. Sjön har en area på 0,442 kvadratkilometer och ligger 250 meter över havet.

## Delavrinningsområde
Östra Kråkträsket ingår i det delavrinningsområde (717377-164197) som SMHI kallar för Utloppet av Arvlidsjön. Medelhöjden är 276 meter över havet och ytan är 17,95 kvadratkilometer. Räknas de 3 avrinningsområdena uppströms in blir den ackumulerade arean 49,85 kvadratkilometer. Arvån som avvattnar avrinningsområdet har biflödesordning 3, vilket innebär att vattnet flödar genom totalt 3 vattendrag innan det når havet efter 157 kilometer. Avrinningsområdet består mestadels av skog (87 procent). Avrinningsområdet har 1,26 kvadratkilometer vattenytor vilket ger det en sjöprocent på 7 procent.